# Gura Arieșului, Alba

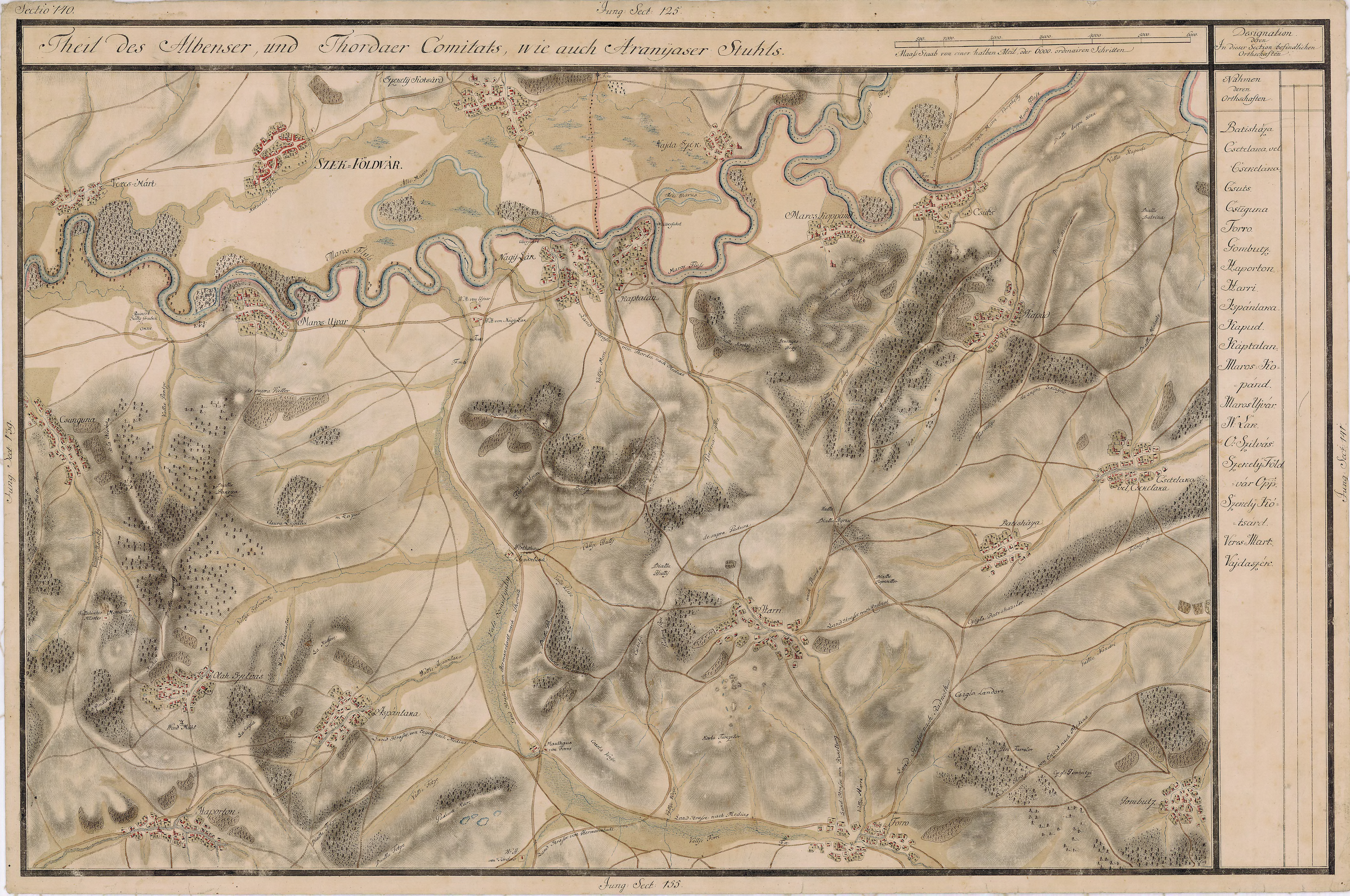
Gura Arieșului pe Harta Iosefină a Transilvaniei, 1769-1773 (Sectio 140)

Gura Arieșului (în maghiară Vajdaszeg) este un sat în comuna Lunca Mureșului din județul Alba, Transilvania, România.

## Istoric
Din secolul al XIV-lea sat românesc, aparținând domeniului latifundiar al familiei nobiliare din localitatea învecinată Luncani.
Pe Harta Iosefină a Transilvaniei din 1769-1773 (Sectio 140) localitatea apare sub numele de „Vajda Szék”.

## Date geologice
În perimetrul acestei localități s-a pus în evidență prezența unei acumulări de sare gemă.

## Hidrologie
In extravilanul satului este confluența râului Arieș cu râul Mureș. 
La sud de sat pe cursul Mureșului există 2 praguri formate din 2 niveluri de tufuri vulcanice neogene, care au împiedecat în trecut transportul cu plute a sării de la Turda spre porturile de pe Mureș din Mirăslău, Decea și Alba Iulia. 
La cca 700 m după confluență se află pragul numit “cascada mare”, iar la cca 1000 m “cascada mică”. Nivelurile de tuf sunt paralele și se evidențiază prin linii albe oblice pe direcția de curgere a râului pe imaginile din satelit furnizate de Google Maps.

## Transporturi
Haltă de cale ferată pe linia CFR Războieni – Târgu Mureș.

## Date economice
Exploatări de balast.

## Galerie de imagini

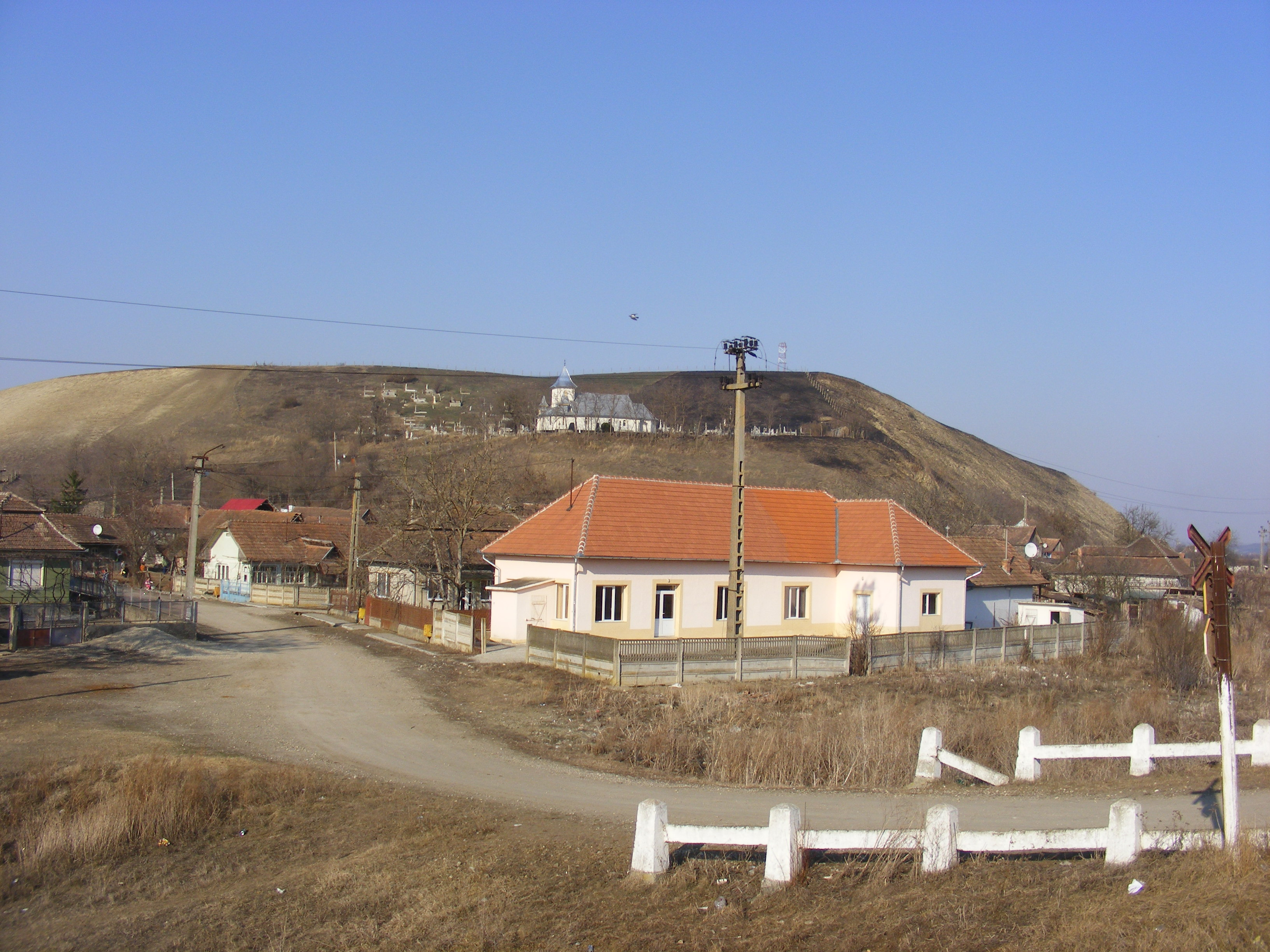
Gura Arieșului

 Acest articol despre o localitate din județul Alba este deocamdată un ciot. Puteți ajuta Wikipedia prin completarea lui.